# Lycée français René-Descartes de Phnom Penh
Pour les articles homonymes, voir Lycée français René-Descartes.
Le lycée français René-Descartes est un établissement d’enseignement privé français situé à Phnom Penh, au Cambodge.
Il accueille les élèves depuis les classes de maternelle jusqu'à la classe de terminale.
Au cours de l'année scolaire 2024-2025, le LFRD compte 1291 élèves inscrits, 114 enseignants et 64 membres du personnel administratif,.

## Histoire
Il a été ouvert en octobre 1951 sous le nom « Le Grand Lycée » avec 252 élèves en classes de seconde, première et terminale. Il a été inauguré quelques mois plus tard en présence d’Albert Sarraut, ancien président de l’Assemblée de l’Union français.
Le lycée a changé de nom un an après et devient le lycée Descartes puis le lycée français René-Descartes.
Il a été fermé pendant la guerre khmère rouge à partir de janvier 1974 et a été rouvert en 1991 par un groupe de parents d'élèves avec 17 élèves.
Une partie des bâtiments a été réquisitionné par le gouvernement cambodgien afin de construire la faculté des sciences du management.
Le lycée a subi trois ans de travaux majeurs entre 2014 à 2017 (constructions, rénovations, installations, agrandissement de l'établissement et végétalisation) contribuant à sa modernisation et à une nouvelle image du lycée.
Faisant face à une augmentation des demandes d'inscriptions, le lycée a adopté une nouvelle politique d'admission depuis 2022. 
À la suite de l'augmentation du nombre d'élèves, le lycée a lancé un projet immobilier ambitieux pour la période 2023-2026, visant à moderniser et étendre ses infrastructures afin de mieux répondre aux besoins éducatifs (construction d'un internat, nouveaux bâtiments et rénovation des installations existantes). Le projet immobilier a été pensé pour une capacité d'accueil maximale d'environ 1400 élèves.

## Cursus

### Programme d'éducation
Les programmes suivent ceux du ministère de l’Éducation nationale. Le lycée prépare aux diplôme national du brevet et au baccalauréat français mais aussi au diplôme d'études en langue française. Il est conventionné auprès de l'AEFE qui finance une partie des dépenses.
L'offre de l'établissement s'oriente vers des parcours plurilingues dès la maternelle notamment sur l'enseignement de l'anglais dès la classe de moyenne section.
Il est également le centre d'examen pour les élèves souhaitant passer les examens du diplôme d’espagnol en langue étrangère et le concours post-bac Geipi Polytech.
Les lycéens peuvent prendre les spécialités suivantes : Histoire-Géographie, Géopolitique et Sciences Politiques (HGGSP), mathématiques, physique-chimie (SPC), Sciences de la Vie et de la Terre (SVT), Anglais Monde Contemporain (AMC) et Humanités, Sciences Économique et Sociale (SES) Littérature et Philosophie (HLP).
Les options suivantes sont à la disposition des élèves des classes de première et terminale pour accompagner leur cursus scolaire: éducation physique et sportive, langues, Model United Nations (MUN), mathématiques expertes, mathématiques complémentaires et Droit et Grands Enjeux du Monde Contemporain (DGEMC).
En février 2022, le lycée obtient l'autorisation du ministère de l'éducation français d'ouvrir la Section Internationale Américaine (SIA) au collège à partir de la rentrée 2022. Cette section vient renforcer la dimension internationale de l'établissement, et compléter le parcours Section Internationale Américaine ouverte en 2021 en primaire.

## Alumni
Chaque année, les nouveaux bacheliers intègrent des établissements européens, que ce soit :
- des classes préparatoires aux grandes écoles comme :
  - Lycée Louis-le-Grand
  - Lycée militaire de Saint-Cyr
  - Lycée Marcelin-Berthelot
- des écoles de commerce comme :
  - EDHEC Business School
  - École supérieure des sciences économiques et commerciales
  - INSEEC U.
- des écoles de design ou d'architecture comme :
  - École nationale supérieure d'architecture de Paris-La Villette
  - École de design Nantes Atlantique

- des universités comme :
  - Université Toulouse-III-Paul-Sabatier
  - Université de Paris
  - Université libre de Bruxelles
  - Université de Toulon
  - Université de Strasbourg
  - Université d'Angers
  - Université catholique de Lille
  - Université de technologie de Compiègne
  - Université Savoie-Mont-Blanc
  - Université de Leeds

Un certain nombre de bacheliers a été admis dans des établissements à l'international comme :
- HEC Montréal
- Université de Montréal

## Anciens élèves
- Sa Majesté la Reine-Mère Norodom Monineath Sihanouk
- Sa Majesté le roi Norodom Sihamoni
- Norodom Arunrasmy
- Khuon Sokhamphu